# Kasendorf

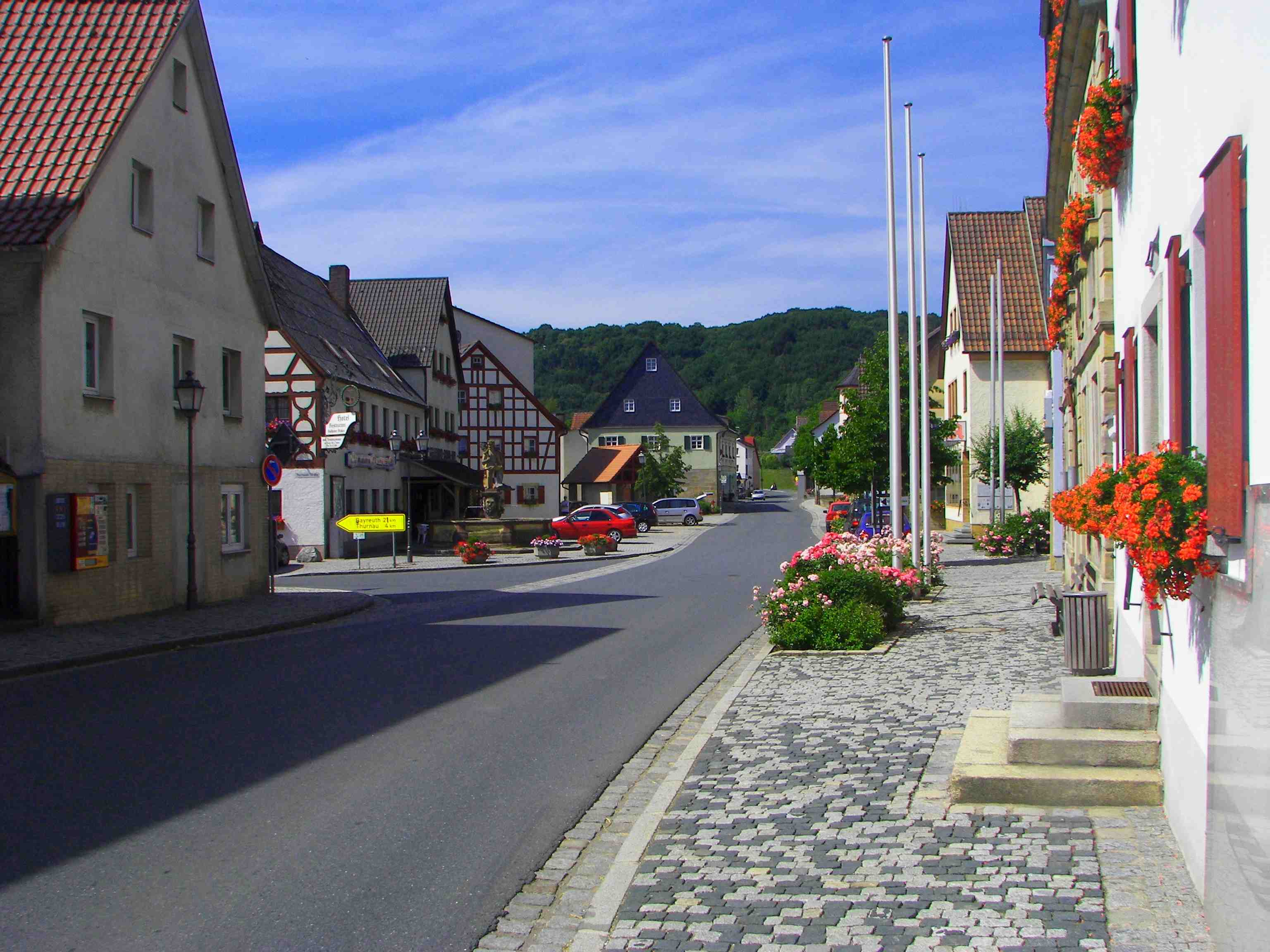
Marktplatz in Kasendorf

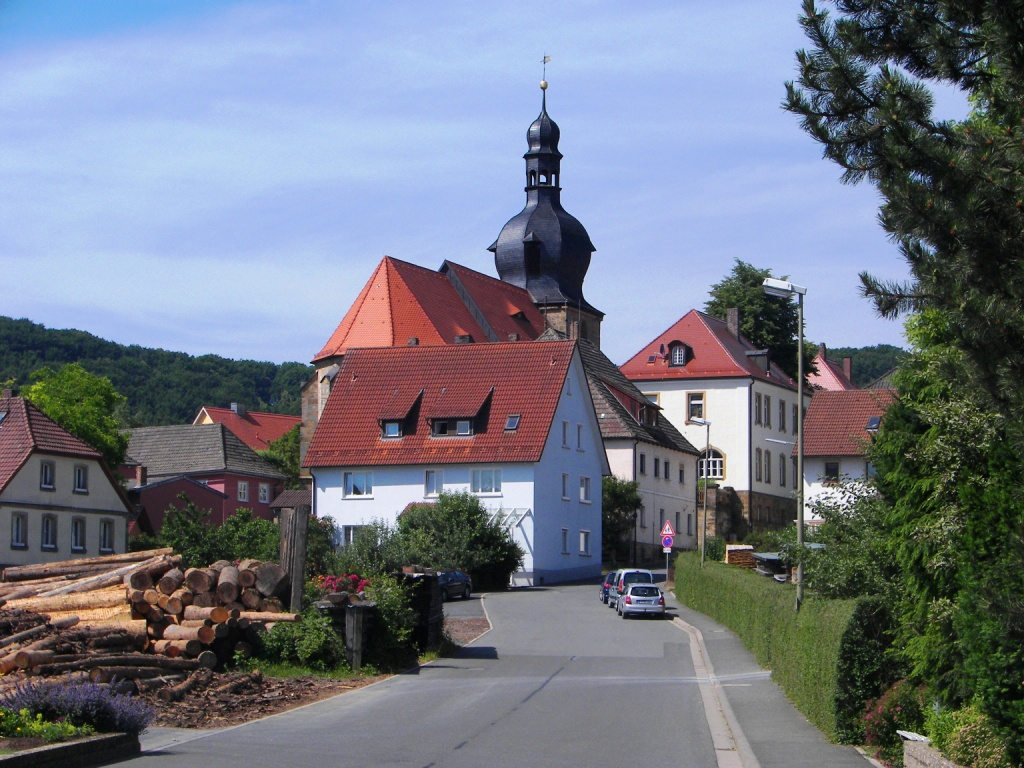
Kirchstraße

Kasendorf ist ein Markt im oberfränkischen Landkreis Kulmbach in Bayern.

## Gemeindegliederung
Die 16 Gemeindeteile sind (in Klammern ist der Siedlungstyp angegeben):
- Azendorf (Pfarrdorf)
- Döllnitz (Dorf)
- Dörnhof (Dorf)
- Heubsch (Dorf)
- Kasendorf (Hauptort)
- Krumme Fohre (Dorf)
- Lichtentanne (Weiler)
- Lindenberg (Weiler)
- Lopp (Dorf)
- Neudorf (Dorf)
- Papiermühle (Einöde)
- Peesten (Pfarrdorf)
- Pulvermühle (Einöde)
- Reuth (Dorf)
- Welschenkahl (Dorf)
- Zultenberg (Dorf)

Es gibt auf dem Gemeindegebiet die Gemarkungen Azendorf, Döllnitz, Heubsch, Lopp (Gemarkungsteil 0), Peesten und Schirradorf (Gemarkungsteil 0). Die Gemarkung Kasendorf hat eine Fläche von 9,224 km². Sie ist in 1553 Flurstücke aufgeteilt, die eine durchschnittliche Flurstücksfläche von 5939,48 m² haben. In ihr liegen neben dem namensgebenden Ort die Gemeindeteile Lindenberg und Zultenberg.

## Geschichte

### Bis zur Gemeindegründung
Die erste urkundliche Erwähnung des Ortes Kasendorf stammt aus dem Jahre 1286. Im Jahre 1307 erwarben ihn die Burggrafen von Nürnberg, die späteren Markgrafen von Brandenburg-Bayreuth. Im Jahr 1328 erhielt er durch kaiserliches Privileg Markt- und Stadtrechte. Kasendorf wurde vermutlich 1528 protestantisch, als in der gesamten Markgrafschaft die Reformation eingeführt wurde. Kasendorf hieß im frühen 13. Jahrhundert noch Kazendorf bzw. Kazenstatt, daher ist auch im Wappen von Kasendorf eine Katze abgebildet. Erst im Laufe der Jahrhunderte kam der Name Kasendorf zustande.
Das Amt des seit 1792 preußischen Fürstentums Bayreuth lag ab 1500 im Fränkischen Reichskreis. Es fiel im Frieden von Tilsit 1807 an Frankreich und kam 1810 zu Bayern. Im Zuge der Verwaltungsreformen entstand mit dem Gemeindeedikt von 1818 die heutige Gemeinde.

### Historisches Verbrechen
In Kasendorf wurde 1808 die Ehefrau von Justizamtmann Wolfgang Conrad Glaser, dem Leiter des dortigen Justizamtes, von der Witwe Anna Margaretha Zwanziger, der Haushälterin, mit Arsen vergiftet. Der Kasendorfer Giftmord wurde erstmals durch den  bayerischen Juristen Paul Johann Anselm von Feuerbach (1765–1835) in seinem Werk Aktenmäßige Darstellung merkwürdiger Verbrechen, 2 Bde. (1828/29) veröffentlicht. Der Kasendorfer Fall ist seitdem in zahllosen Sammlungen historischer Kriminalliteratur in aller Welt (zum Beispiel im Neuen Pitaval) nachgedruckt bzw. nacherzählt worden. Das Familien- und Gesellschaftsleben Glasers ist in kultur- und sozialgeschichtlich reizvollen Details geschildert. Feuerbachs Werk ist daher für die Kasendorfer Ortsgeschichte von besonderer Bedeutung. Gerold Schmidt hat die wichtigsten historischen Angaben Feuerbachs zu Personen, Daten usw. überprüft und ergänzt.

### Eingemeindungen
Am 1. Januar 1972 wurden im Zuge der Gebietsreform in Bayern die Gemeinden Azendorf, Döllnitz und Heubsch sowie Teile der aufgelösten Gemeinden Lopp und Schirradorf eingegliedert. Peesten kam am 1. Juli 1976 hinzu. Gebietsteile der aufgelösten Gemeinde Neudorf (Zultenberg) folgten am 1. Januar 1978.

### Einwohnerentwicklung
Im Zeitraum 1988 bis 2018 wuchs der Markt von 2241 auf 2417 um 176 Einwohner bzw. um 7,9 %. Am 31. Dezember 2006 hatte Kasendorf 2617 Einwohner.
- 1961: 2564 Einwohner
- 1970: 2385 Einwohner
- 1987: 2257 Einwohner
- 1991: 2428 Einwohner
- 1995: 2539 Einwohner
- 2000: 2587 Einwohner
- 2005: 2594 Einwohner
- 2010: 2514 Einwohner
- 2015: 2467 Einwohner

## Politik und Öffentliche Verwaltung

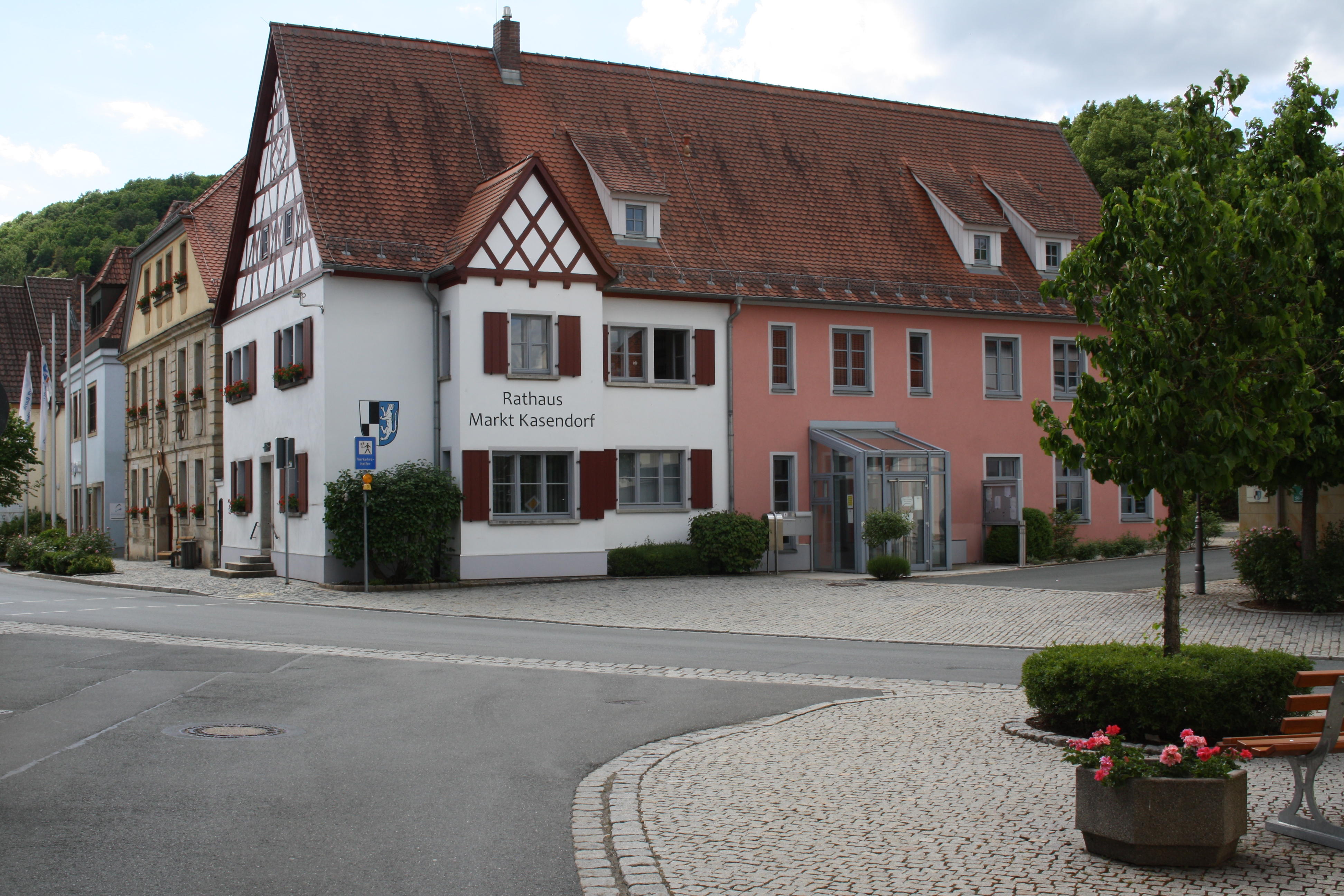
Rathaus

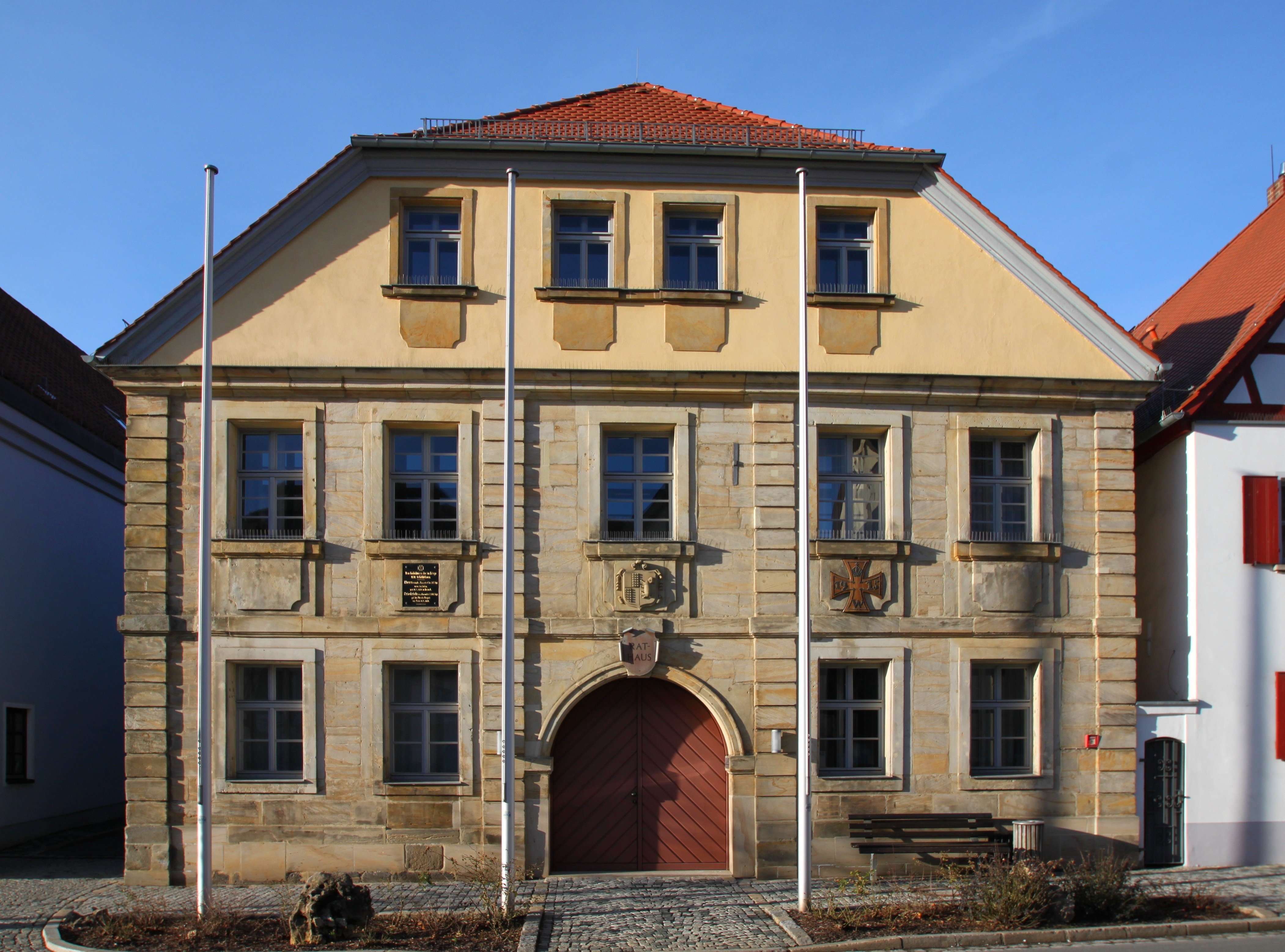
Altes Rathaus

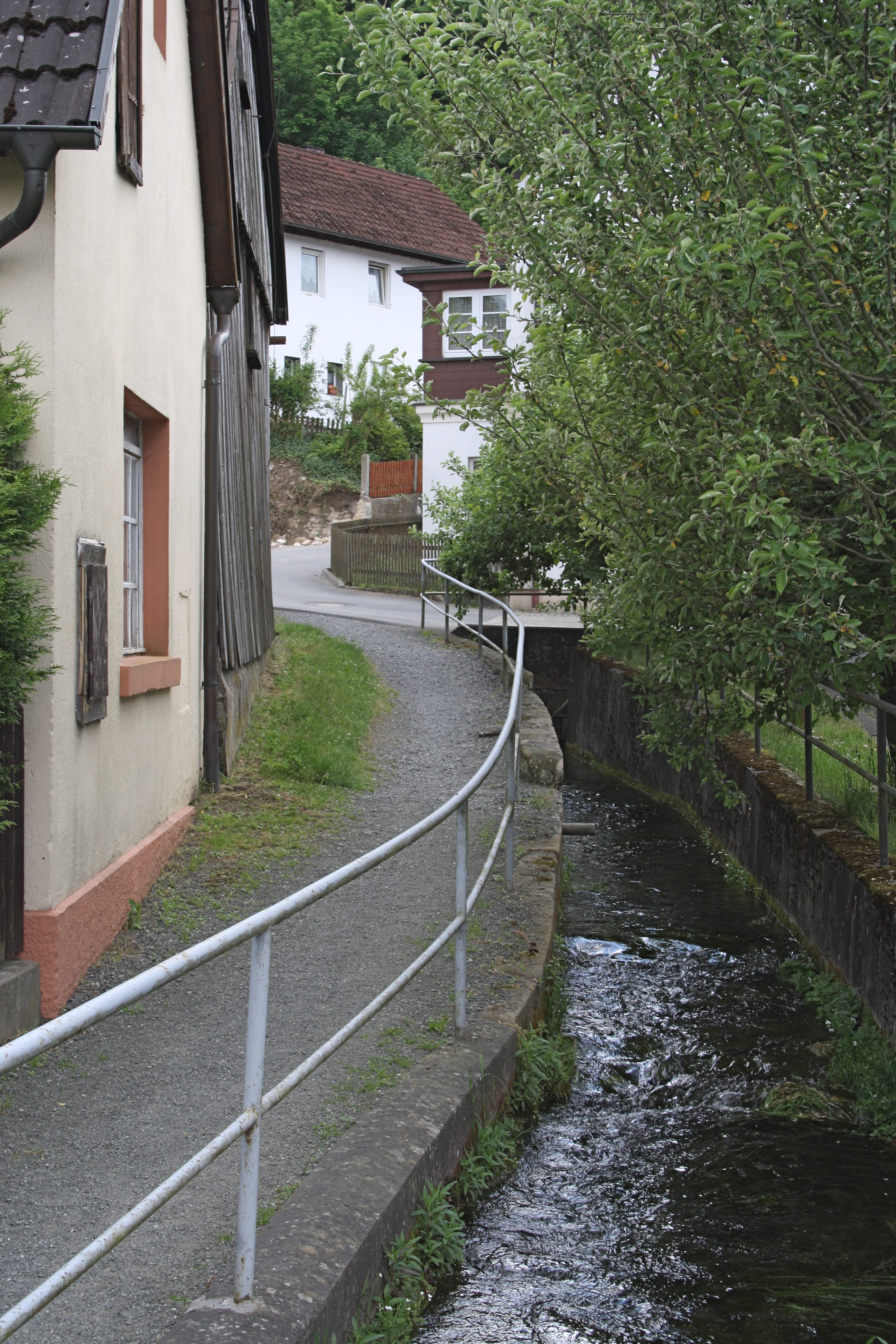
Mühlkanal des Friesenbachs

Die Gemeinde ist Mitglied der Verwaltungsgemeinschaft Kasendorf.

### Bürgermeister
Ehrenamtlicher Erster Bürgermeister ist Norbert Groß (CSU). Dieser ist seit 1. Mai 2020 im Amt und Nachfolger von Bernd Steinhäuser (CSU/Offene Liste).

### Marktgemeinderat
Die Kommunalwahlen seit 2002 führten zu folgenden Sitzverteilungen im Marktgemeinderat:
| Partei/Liste                    | 2002 | 2008  | 2014  | 2020  |
| ------------------------------- | ---- | ----- | ----- | ----- |
| CSU/Offene Liste *              | 10   | 11    | 10    | 9     |
| Überörtliche Wählergemeinschaft | 3    | 3     | 4     | 4     |
| FDP                             | –    | –     | –     | 1     |
| SPD                             | 1    | n. a. | n. a. | n. a. |
| Gesamt                          | 14   | 14    | 14    | 14    |

### Wappen und Flagge
Wappen
| Wappen Markt Kasendorf | Blasonierung: „Gespalten; vorne geviert von Silber und Schwarz; hinten in Blau eine am Spalt hochkletternde, herschauende silberne Katze.“ |
| Wappen Markt Kasendorf | Wappenbegründung: Siegelführung wird 1355 erwähnt, der älteste Abdruck ist allerdings erst von einem Siegel des frühen 15. Jahrhunderts überliefert. In dem Siegel steht der gespaltene Schild mit der Zollernvierung und der Katze. Die Wappenfarben sind seit 1581 belegt. Das Wappen ist auch im Wappenkalender von 1767 abgebildet. Die Vierung von Silber und Schwarz weist auf die einstigen Burggrafen von Nürnberg und späteren Markgrafen von Brandenburg. Sie hatten die Ortsherrschaft seit 1307 inne und richteten hier ein burggräfliches, später markgräfliches Amt ein. Die Katze steht redend für die alten Ortsnamen wie Katzendorf oder Katzenstatt. Der Ortsname leitet sich allerdings nicht von der Katze ab, sondern von einem Personennamen und bedeutet Dorf des Cazo. |

Flagge
Die Gemeindeflagge ist schwarz-weiß-blau.

## Wirtschaft und Infrastruktur
Zu den größten im Ort ansässigen Unternehmen gehören das Kalkwerk Johann Bergmann Kalk und Franken Maxit, ein Hersteller von Baustoffen. Außerdem sind die Firmen Richter Steuerungstechnik GmbH, W. E. T. GmbH und Alpha-InnoTec GmbH sowie die Möbelfabrik MAJA-Möbel vertreten.

## Verkehr

Bahnstation und Streckengeherhaus (im Vordergrund) am Eröffnungstag der Eisenbahn

Kasendorf liegt an der Staatsstraße 2190 von Kulmbach nach Würgau. Im Ort beginnen die St 2189 nach Thurnau und die Kreisstraße KU 31 in Richtung Weismain. Nächste Autobahn-Anschlussstelle ist Thurnau-West an der Bundesautobahn 70.
Mit der Eröffnung der Bahnstrecke von Kulmbach nach Thurnau am 11. Oktober 1908 erhielt Kasendorf eine Haltestelle mit einem Ladegleis. Das in Holzbauweise errichtete Agenturgebäude umfasste einen Dienstraum, einen Warteraum für Fahrgäste und eine Güterhalle mit Laderampe. Etwas abseits entstand ein Wohnhaus für den Streckengeher. Der letzte reguläre Personenzug zwischen Kulmbach und Thurnau verkehrte am 3. September 1993. Nach der Stilllegung der Bahn wurden die Gleise abgebaut.
Durch den Ort verläuft der Fränkische Marienweg.

## Sehenswürdigkeiten

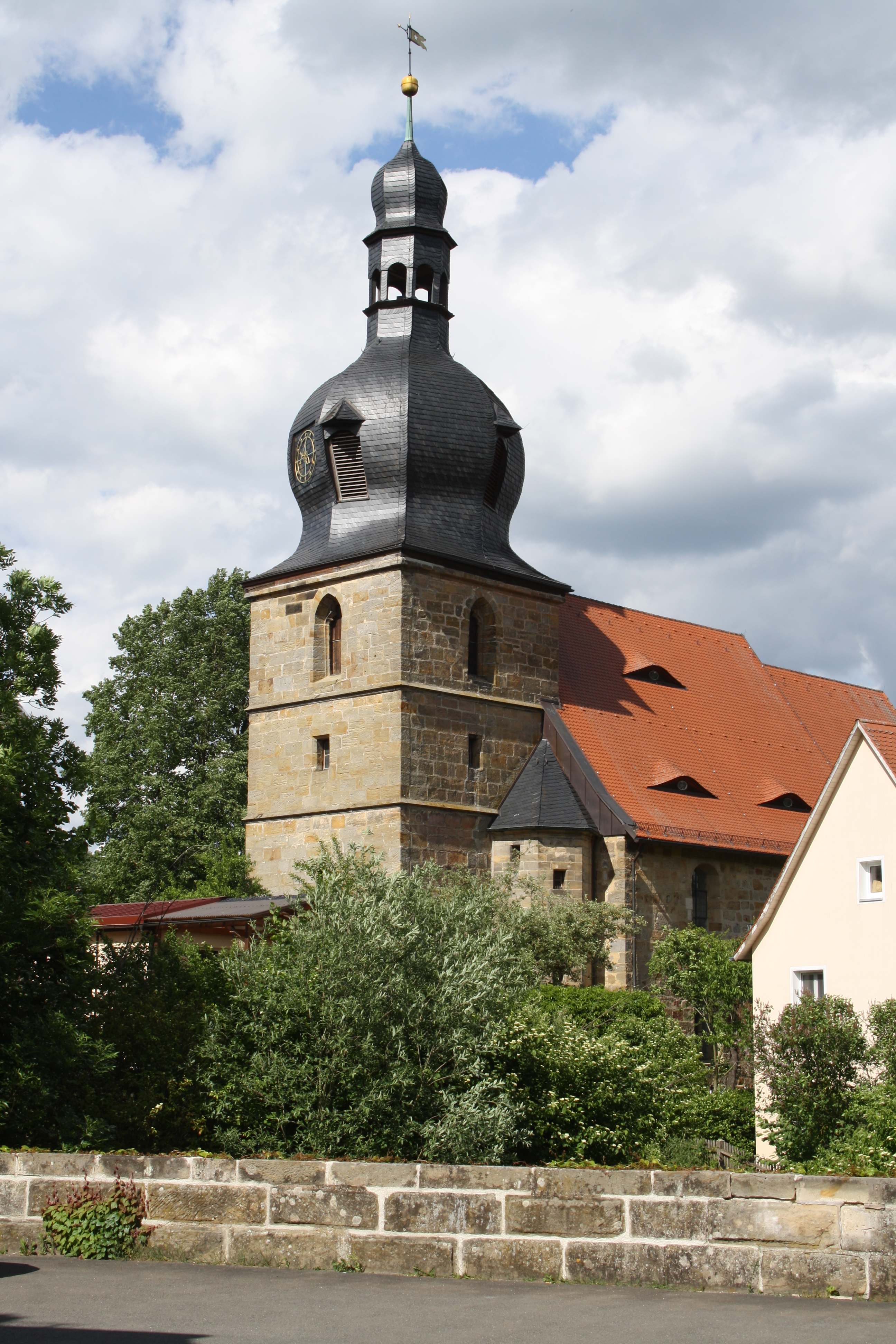
Johanneskirche

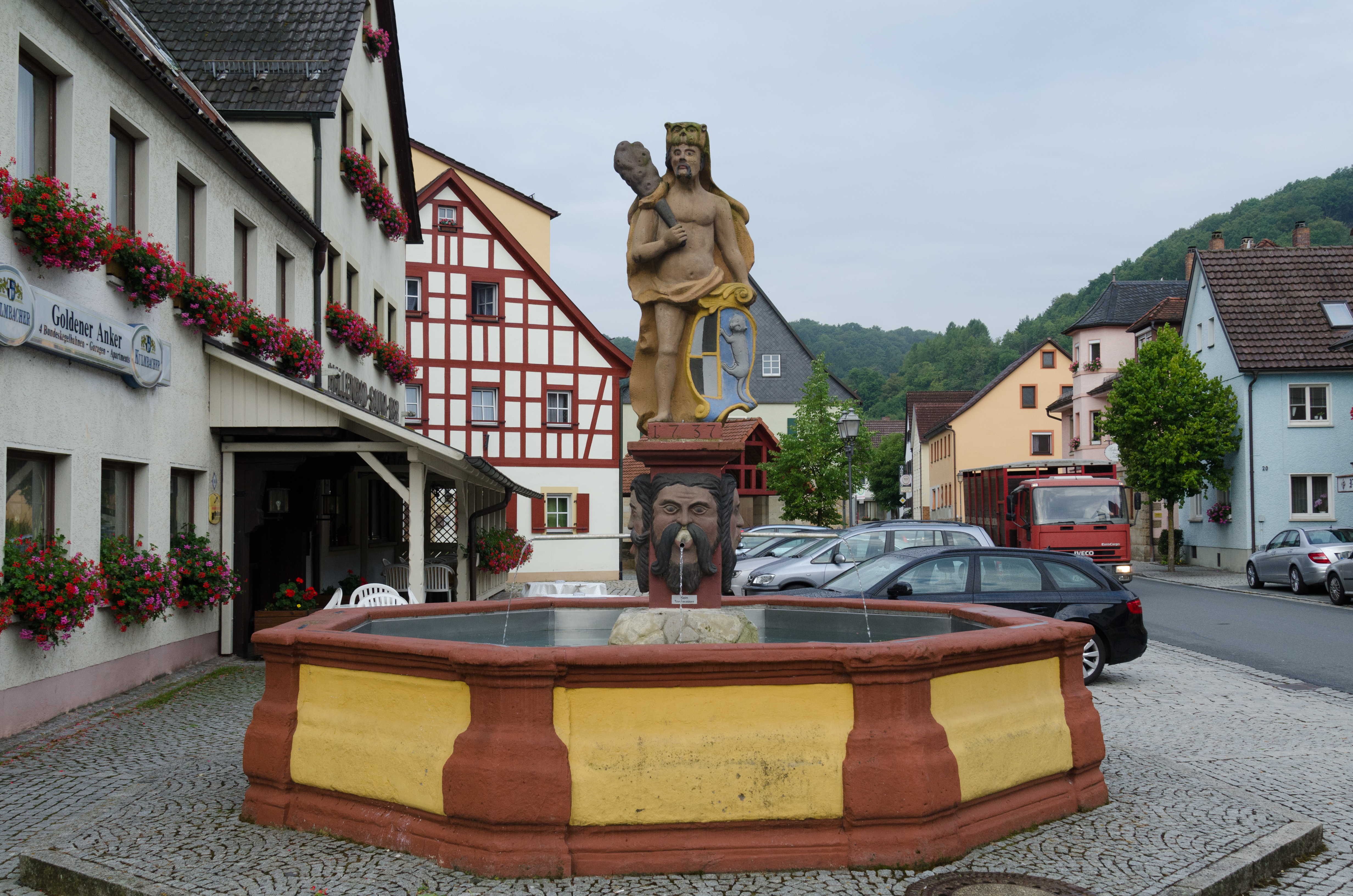
Herkulesbrunnen

- Johanneskirche mit Deckengemälden aus dem frühen 18. Jahrhundert
- Herkulesbrunnen auf dem Marktplatz aus dem Jahr 1737
- Turmberg mit vor- und frühgeschichtlichen Befestigungen und dem Magnusturm, siehe: Burg Kasendorf
- Tanzlinde im Gemeindeteil Peesten
- Görauer Anger, im Winter Skigebiet für Snowboarder und Skifahrer mit Tellerlift und Almhütte
- Die Friesenquelle ist eine Karstquelle und zählt mit einer durchschnittlichen Schüttung von 400 Litern pro Sekunde zu den stärksten Quellen in Oberfranken.

## Bau- und Bodendenkmäler
- Rathaus (Kasendorf)

## Söhne und Töchter des Marktes
- Friedrich Christian Wilhelm Vogel (1776–1842), Buchhändler, Verleger und Buchdrucker
- Carl Noebe (1800–1866), Organist und Orgelbauer im mecklenburgischen Güstrow
- Eduard Rupprecht (1837–1907), lutherischer Pfarrer und apologetischer Schriftsteller, wurde in Azendorf geboren
- Matthäus Schneider (1877–1944), Brauereiarbeiter und Politiker, Abgeordneter des Bayerischen Landtags
- Siegfried Leffler (1900–1983), protestantischer Theologe, Ehrenbürger von Hengersberg